# Guldpalm
Guldpalm (Dypsis lutescens) är en enhjärtbladig växtart som först beskrevs av Hermann Wendland, och fick sitt nu gällande namn av Henk Jaap Beentje och John Dransfield. Dypsis lutescens ingår i släktet Dypsis och familjen palmer. Inga underarter finns listade i Catalogue of Life.
Guldpalmen kommer ursprungligen från östra Madagaskar. Den har länge odlats på mindre öar i närheten och i Afrika. Arten blev introducerad i Florida (USA) och den förekommer som krukväxt i hela världen. På Madagaskar förekommer palmen ofta nära vattendrag eller i träskmarker.
Varje exemplar har flera stammar som kan bli 10 meter höga med en diameter upp till 15 cm. På toppen bildas flera sammansatta blad med en längd av 2,0 till 2,5 meter. Bladen har 80 till 120 långsmala bladskivor som är 50 till 70 cm långa och cirka 4 cm breda. Det svenska namnet syftar på bladens gulgröna färg. Bladen bär inga taggar. Artens mogna frukt är gul och äggformig med en längd av 2 till 2,5 cm.
Vilda exemplar plockas på Madagaskar för att säljas på marknader. IUCN uppskattar att det finns 3 000 till 3 200 fullt utbildade guldpalmer på ön. I utbredningsområdet finns två naturreservat. IUCN kategoriserar arten globalt som nära hotad.

## Bildgalleri

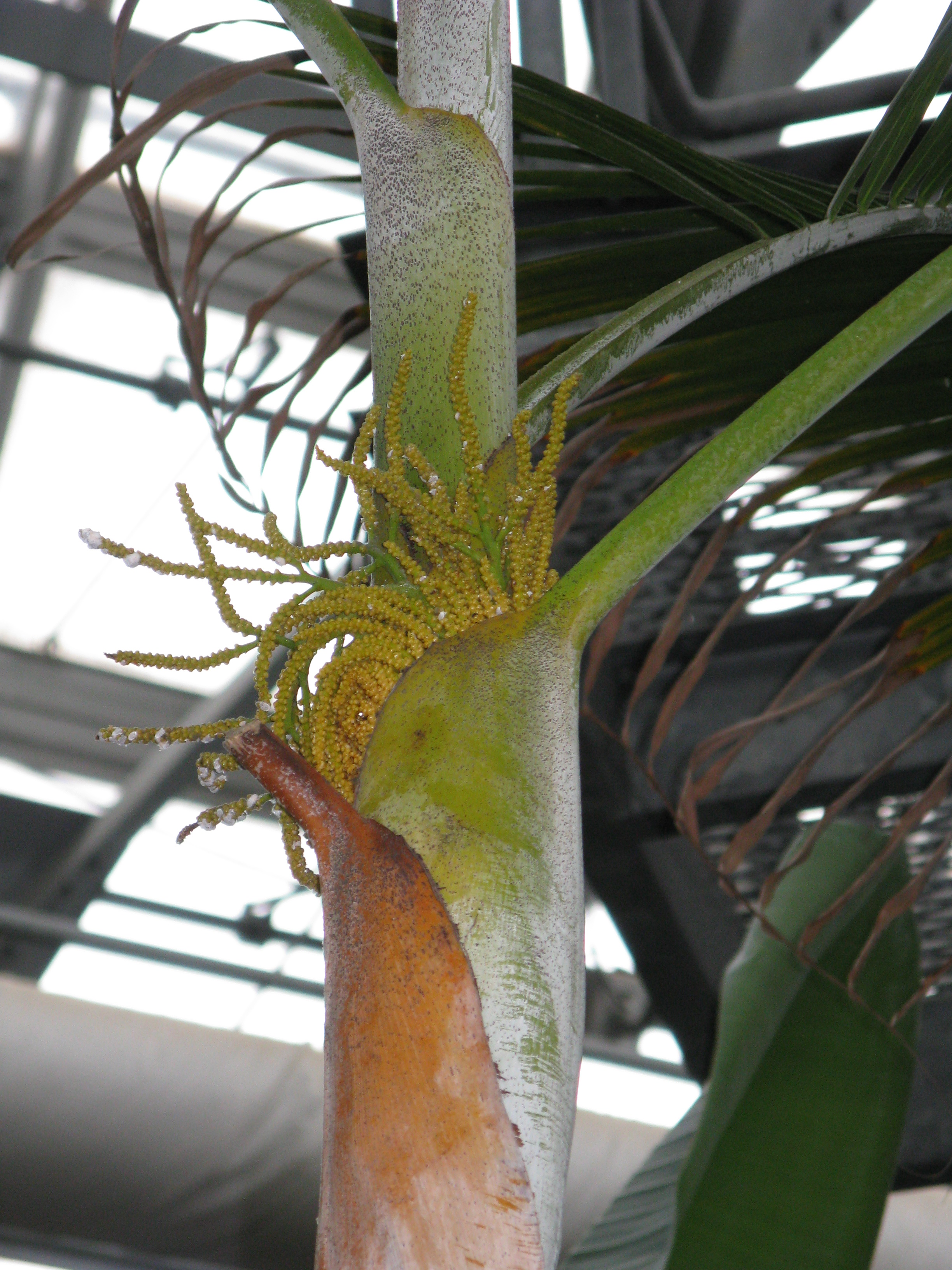
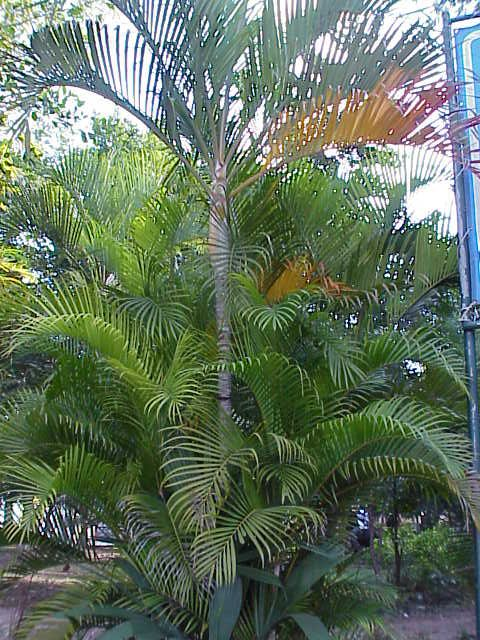
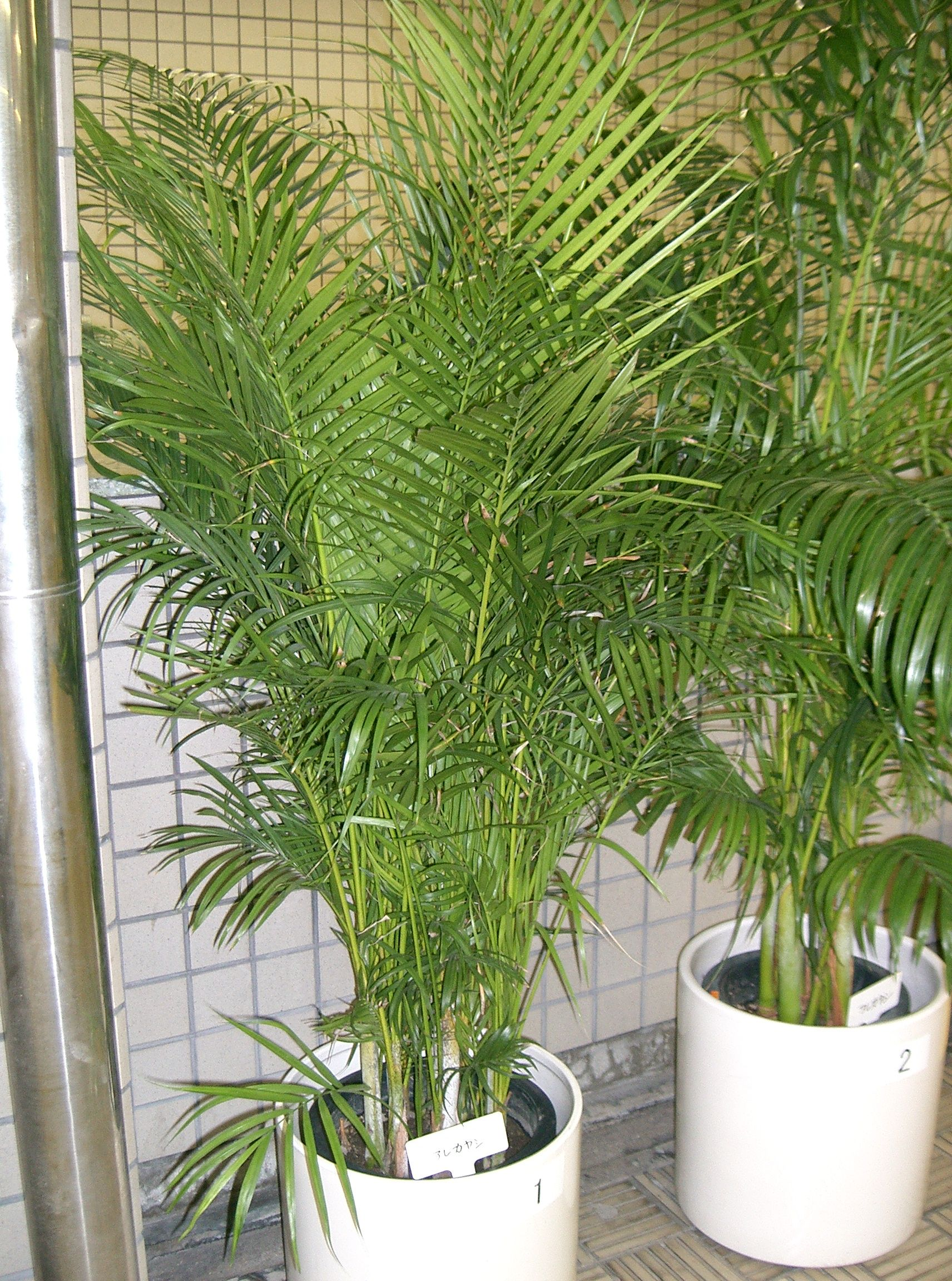
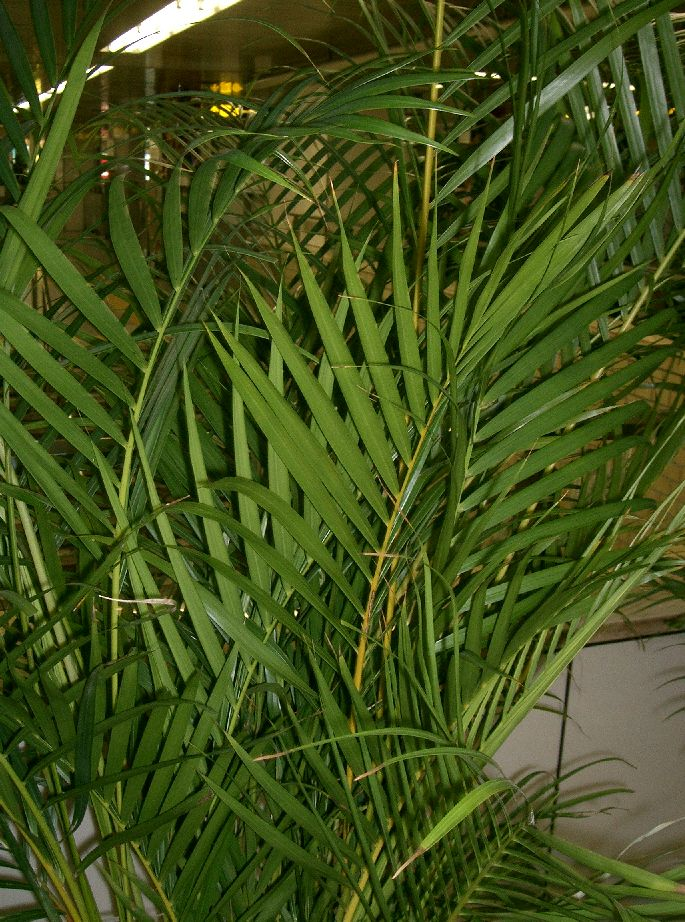
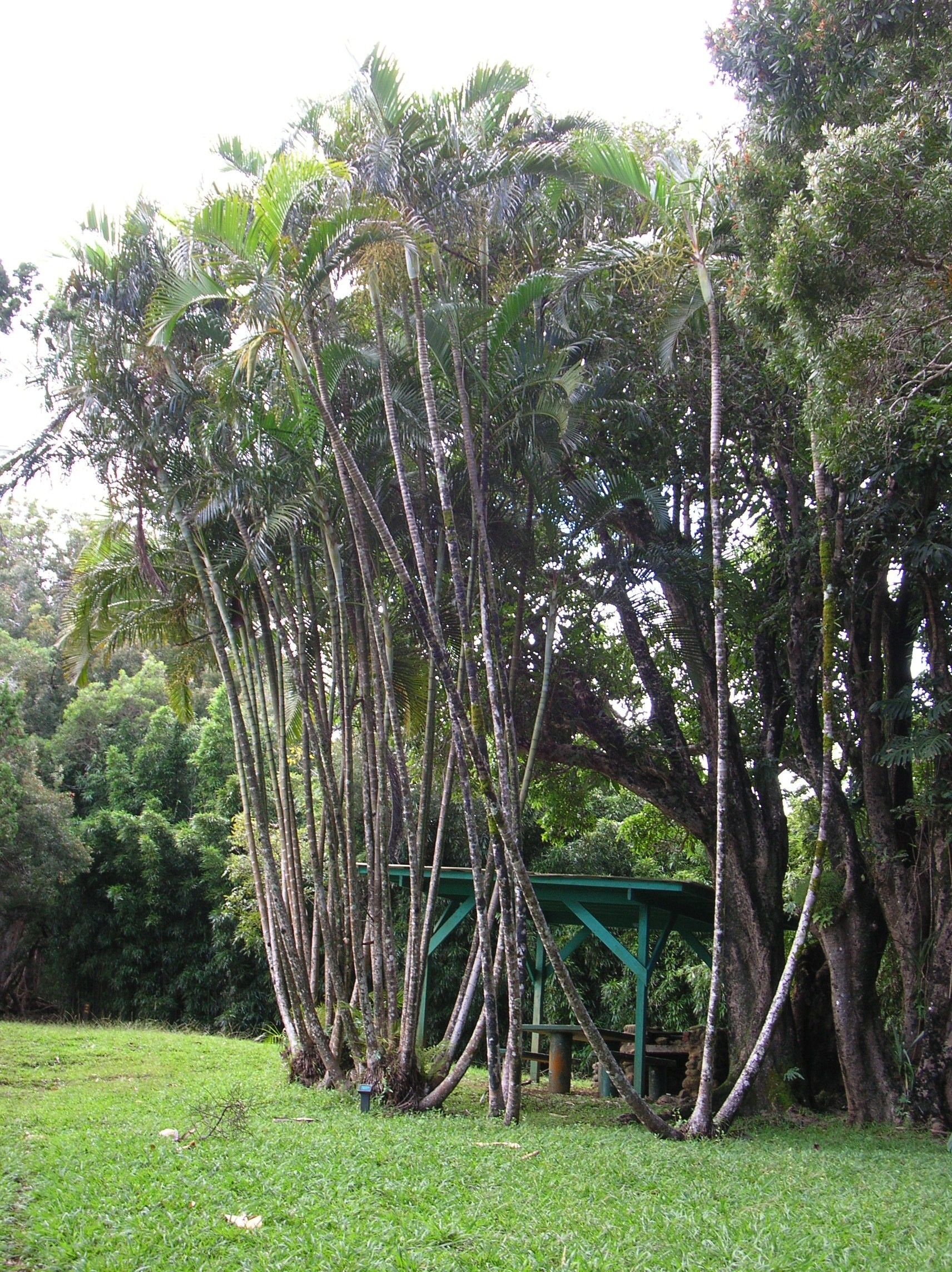
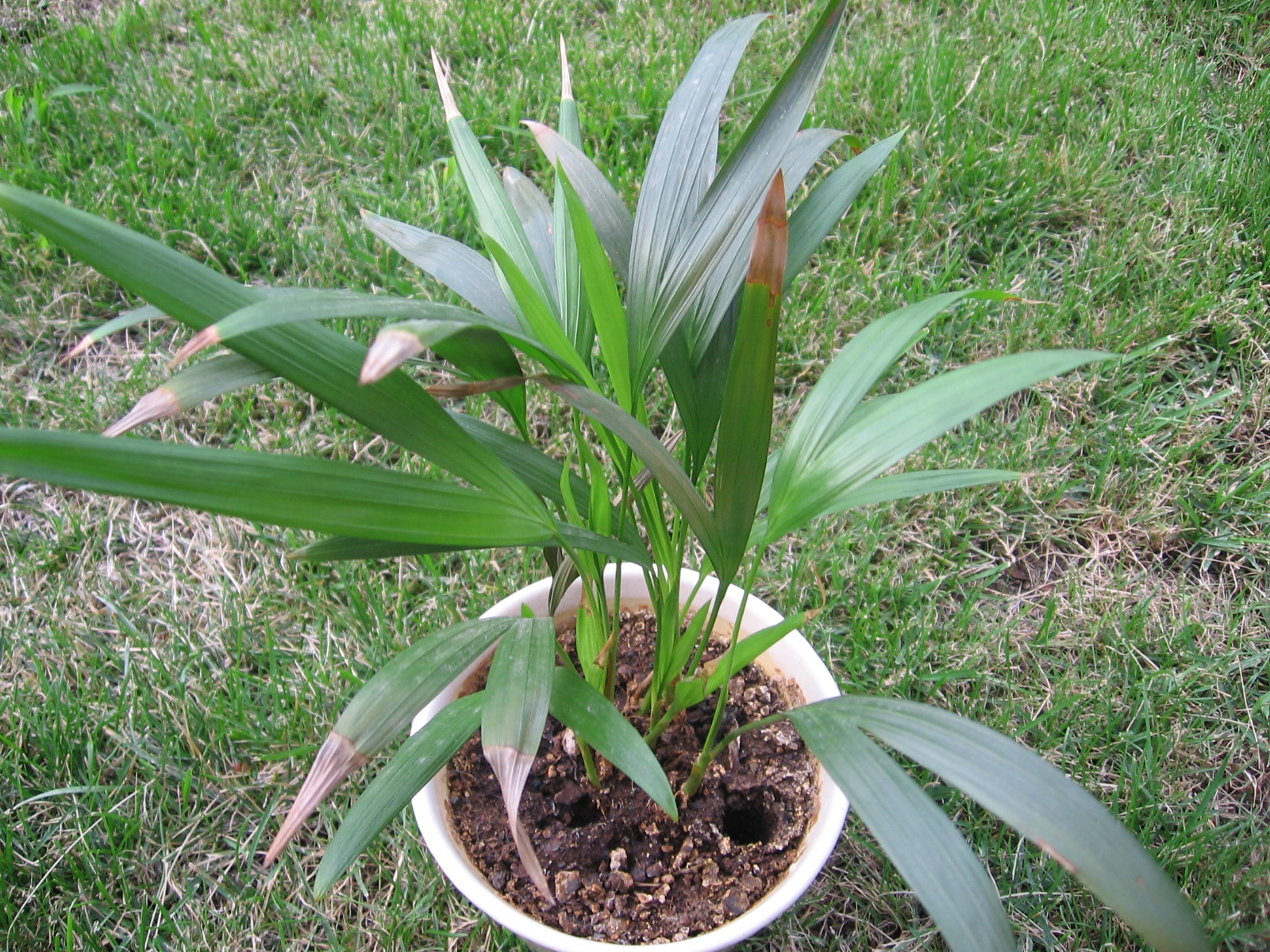